# 澤寛蔵
澤 寛蔵　(さわ かんぞう、1858年 - 没年不詳)　は、千葉県の政治家。

## 経歴
安政5年、安房郡岩井町に生まれる。明治11年(1878年)、師範学校を卒業。明治21年には安房郡書紀に任ぜられる。明治25年には千葉郡に転じ、庶務課主席となる。後に夷隅郡長や東葛飾郡長を歴任した。